# Antônio Félix de Carvalho
Antônio Félix de Carvalho, primeiro e único barão de Comoroji (?–?), foi um nobre brasileiro.
Foi agraciado com o título de Barão de Comorogy por decreto de 22 de abril de 1871.